# Pujaudran
Pujaudran (gaskognisch gleichlautend) ist eine französische Gemeinde mit 1.708 Einwohnern (Stand: 1. Januar 2022) im Département Gers in der Region Okzitanien. Sie gehört zum Arrondissement Auch und zum Kanton L’Isle-Jourdain.

## Geografie
Pujaudran liegt etwa 24 Kilometer westlich von Toulouse. Nachbargemeinden sind Mérenvielle im Norden, Léguevin im Osten, Fontenilles im Süden und Südosten, Lias im Süden und Südwesten sowie L’Isle-Jourdain im Westen und Nordwesten.
Durch die Gemeinde führt die Route nationale 124.

## Bevölkerungsentwicklung
| Jahr                       | 1962 | 1968 | 1975 | 1982 | 1990 | 1999 | 2006 | 2017 |
| -------------------------- | ---- | ---- | ---- | ---- | ---- | ---- | ---- | ---- |
| Einwohner                  | 353  | 344  | 422  | 660  | 816  | 898  | 1217 | 1523 |
| Quellen: Cassini und INSEE |      |      |      |      |      |      |      |      |

## Sehenswürdigkeiten

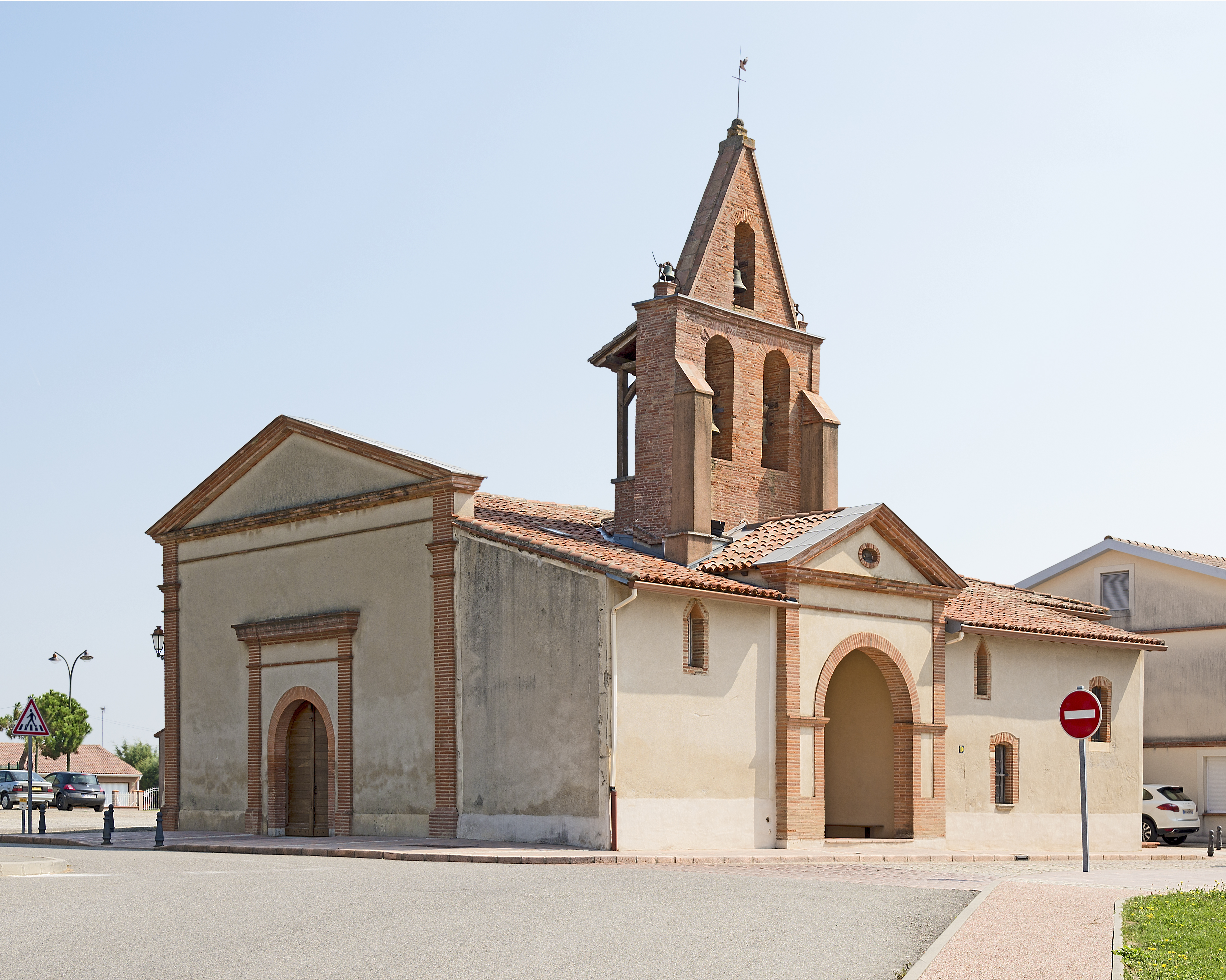
Kirche Saint-Brice

- Kirche Saint-Brice
- Schloss Lartus, 1850 erbaut

## Persönlichkeiten
- Victor Capoul (1839–1924), Opernsänger (Tenor)